# Сорочинське
Сорочинське — селище в Україні, в Конотопському районні Сумської області. Входить до складу Буринської міської громади. Населення становить 78 осіб.

## Географія
Селище Сорочинське розташоване на відстані 3 км від одного із витоків річки Терн. На відстані до 1.5 км розташоване село Коренівка та селище Леонтіївка.

## Історія
- Село постраждало внаслідок геноциду українського народу, проведеного урядом СРСР 1932–1933 та 1946–1947 роках.
- 12 червня 2020 року, відповідно до розпорядження Кабінету Міністрів України № 723-р «Про визначення адміністративних центрів та затвердження територій територіальних громад Сумської області», селище увійшло до складу Буринської міської громади[1].
- 19 липня 2020 року, в результаті адміністративно-територіальної реформи та ліквідації Буринського району, увійшло до складу новоутвореного Конотопського району[2].

## Економіка
- Молочно-товарна ферма.